# Melina Pascalidou
Melina Pascalidou, auch bekannt als Melina Lindskog Pascalidou, ist eine schwedische Schauspielerin.

## Leben und Karriere
Pascalidou ist die Tochter von Alexandra Pascalidou und Johan Lindskog.  Ihr Debüt gab sie 2019 in der Fernsehserie Ture Sventon och Bermudatriangelns hemlighet. Anschließend spielte sie 2020 in der Serie Partisan mit. Außerdem wurde Pasacalidou  2021 für den Film Eva & Adam gecastet. 2024 wird sie in dem Film Det är något som inte stämmer zu sehen sein.

## Filmografie
- 2019: Ture Sventon och Bermudatriangelns hemlighet (Fernsehserie, 6 Episoden)
- 2020: Partisan (Fernsehserie, 3 Episoden)
- 2021: Eva & Adam